# Charles Aurelius Smith
Charles Aurelius Smith (* 22. Januar 1861 im Hertford County, North Carolina; † 1. April 1916 in Baltimore, Maryland) war ein US-amerikanischer Politiker und im Jahr 1915 für wenige Tage Gouverneur des Bundesstaates South Carolina.

## Frühe Jahre
Charles Smith besuchte bis 1882 die Wake Forest University. Anschließend machte er sowohl als Geschäftsmann, als auch im Bankgeschäft Karriere. Er wurde Präsident mehrerer Banken in South Carolina und Kurator der Furman University in Greenville sowie des Greenville Women's College. Auch in der Baptistenkirche von South Carolina war er in führender Position tätig.

## Politische Laufbahn
Smith gehörte der Demokratischen Partei an, die jahrzehntelang die bestimmende Partei in South Carolina war. Im Jahr 1910 wurde Smith in das Repräsentantenhaus von South Carolina gewählt. Seit Januar 1911 war er Vizegouverneur seines Staates. Als der amtierende Gouverneur Coleman Livingston Blease nur fünf Tage vor dem Ende seiner Amtszeit am 14. Januar 1915 von seinem Amt zurücktrat, musste Smith diese Zeit bis zum Amtsantritt des neuen Gouverneurs Richard Irvine Manning überbrücken. Damit blieb seine Amtszeit bis heute die kürzeste eines Gouverneurs von South Carolina. Anschließend zog er nach Baltimore, wo er 1916 verstarb. Smith war mit Fannie L. Byrd verheiratet, mit der er acht Kinder hatte.